# Wapen van La Roche-en-Ardenne

Het wapen van La Roche-en-Ardenne.

Het Wapen van La Roche-en-Ardenne is het heraldisch wapen van de Luxemburgse gemeente La Roche-en-Ardenne. Het wapen werd op 18 november 1818 voor het eerst door de Hoge Raad van Adel aan de gemeente toegekend, vervolgens op 11 april 1843 bij Koninklijk Besluit in gewijzigde versie herbevestigd en op 4 april 1979 met iets andere bewoordingen bij Ministerieel Besluit herbevestigd.

## Geschiedenis
Het wapen van La Roche-en-Ardenne gaat terug op het wapen dat in 1407 door Wenceslaus II van Luxemburg aan de stad werd toegekend. Dit bestond uit een Boheemse leeuw (Wenceslaus II was tevens koning van Bohemen), namelijk een dubbelstaartige zilveren leeuw op keel, met daarover een barensteel van azuur (dit ter onderscheiding van het wapen van Bohemen). Bij de eerste aanvraag in 1818 bij de Hoge Raad van Adel werd de barensteel abusievelijk omschreven als zilver - mogelijk omdat het materiaal dat men ter staving van de aanspraken op dit wapen had opgestuurd, niet duidelijk genoeg was, hetgeen in 1843 werd rechtgezet.

## Blazoen
Het eerste wapen had de volgende blazoenering:
Van rood beladen met een klimmende leeuw, gedekt op deszelfs midden door een lambel met 3 pendanten alles van zilver, het schild gedekt met een gouden kroon.— Besluit van de Hoge Raad van Adel van 18 november 1818.
Het tweede wapen had de volgende blazoenering:
De gueules au lion d'argent de Bohême, la queue fourchée au lambel d'azur de trois pendants brochant sur le tout, l'écu timbre d'une couronne à cinq fleurons d'or.
In keel een zilveren leeuw van Bohemen, de staart gespleten met barensteel van azuur met drie pendanten over alles heen, het schild getopt met een kroon van goud met vijf fleurons.— Koninklijk Besluit van 11 april 1843.
Het huidige wapen heeft de volgende blazoenering:
De gueules au lion d'argent à la queue fourchue, au lambel d'azur brochant; l'écu sommé d'une couronne d'or à cinq fleurons.
In keel een leeuw van zilver, de staart gespleten, een barensteel van azuur over alles heen; het schild getopt met een kroon van goud met vijf fleurons.— Ministerieel Besluit van 18 december 1991.

## Verwante wapens

Het wapen van het koninkrijk Bohemen.